# 光州廣域市
35°10′N 126°55′E / 35.167°N 126.917°E
光州廣域市（韩语：／ Gwangju gwangyeoksi */?），簡稱光州，是大韩民国西南部的广域市，光州以其丰富多样的观光景点和美食而闻名，是韩国境內人口第六位的城市。其面积為501.26 km²、总人口為1,444,787人 （2021年4月）。雖然光州已在1986年脫離全罗南道，但全羅南道的道廳一直還設在光州，2005年才搬至木浦市附近的務安郡三鄉邑南岳里。

## 历史
光州广域市西北极乐江周边地区的史前遗迹表明光州在三韩时代曾隶属于马韩。三国时期，光州在近肖古王之后归属于百济。686年（神文王6年），光州被称为武珍州，757年（景德王16年）改名为武州，是全罗南道的地区中心。真圣女王6年，甄萱在武州称王，后在全州建立后百济。:299
940年（高丽太祖23年），武州改称光州，后于1362年有改为武珍府。1489年（成宗20年），武珍府被降格为光山县，1501年（燕山君7年）成为光州牧，1895年（高宗32年）升格为光州邑，成为道厅所在地，1935年升格为光州府，光州郡改为光山郡。:299
1929年日本佔領韓國期間，日本和韓國學生之間在光州的交鋒变成地方示威，更演變為當時全國反對日本統治的風潮。
1949年，光州府改名为光州市，1986年升格为直辖市。1988年，松汀市和光山郡被划入光州，成为光山区。1994年，光州新设花亭洞和梧峙洞。1995年1月1日，光州直辖市改称光州广域市。:299
1980年5月，在光州發生了反對全斗煥的民眾示威，军政府开枪殺害数百名無辜的平民，其後示威的民眾遭到全斗煥下令出兵血腥鎮壓。由於此事，爾後光州時被稱為「韓國民主殿堂」，而此事件現今通稱「光州民主化運動」或「光州事件」。

## 地理
光州广域市位于全罗南道西北，处在南岭山地和全南平原的交会地，面积501.11平方公里，人口超140万。光州东边的无等山与状元峰、杨林山、圣居山等环绕着城市，形成中间的光州盆地。光州西面是与罗州平原相连的低矮丘陵地带。发源于无等山峡谷的光州川，流经市区在西部与极乐江、石谷川汇合后注入荣山江。:299

### 气候
光州广域市属海洋性大陆气候，比较温暖，降水量大。冬季刮西北季风，夏季刮西南季风。年平均气温13.8摄氏度，其中1月份平均气温为-0.1摄氏度，8月份平均气温26.3摄氏度。年均降水量约为1129.9毫米。:299-300
| 光州(1971-2000)    | 光州(1971-2000) | 光州(1971-2000) | 光州(1971-2000) | 光州(1971-2000) | 光州(1971-2000) | 光州(1971-2000) | 光州(1971-2000) | 光州(1971-2000) | 光州(1971-2000) | 光州(1971-2000) | 光州(1971-2000) | 光州(1971-2000) | 光州(1971-2000) |
| 月份               | 1月             | 2月             | 3月             | 4月             | 5月             | 6月             | 7月             | 8月             | 9月             | 10月            | 11月            | 12月            | 全年            |
| ------------------ | --------------- | --------------- | --------------- | --------------- | --------------- | --------------- | --------------- | --------------- | --------------- | --------------- | --------------- | --------------- | --------------- |
| 平均高温 °C（°F）  | 5.1 (41.2)      | 7.0 (44.6)      | 12.4 (54.3)     | 19.3 (66.7)     | 23.9 (75.0)     | 27.2 (81.0)     | 29.7 (85.5)     | 30.5 (86.9)     | 26.6 (79.9)     | 21.5 (70.7)     | 14.3 (57.7)     | 8.0 (46.4)      | 18.8 (65.8)     |
| 平均低温 °C（°F）  | −3.3 (26.1)     | −2.3 (27.9)     | 1.6 (34.9)      | 7.3 (45.1)      | 12.4 (54.3)     | 17.8 (64.0)     | 22.4 (72.3)     | 22.6 (72.7)     | 17.2 (63.0)     | 10.3 (50.5)     | 4.2 (39.6)      | −1.2 (29.8)     | 9.1 (48.4)      |
| 平均降水量 mm（）  | 38.0 (1.50)     | 43.9 (1.73)     | 64.5 (2.54)     | 95.3 (3.75)     | 97.3 (3.83)     | 190.3 (7.49)    | 281.9 (11.10)   | 276.0 (10.87)   | 137.7 (5.42)    | 55.3 (2.18)     | 55.4 (2.18)     | 32.4 (1.28)     | 1,367.8 (53.85) |
| 平均相對濕度（％） | 70.5            | 68.9            | 66.2            | 65.2            | 68.4            | 75.1            | 80.6            | 79.0            | 75.8            | 71.0            | 71.6            | 71.7            | 72.0            |
| 月均日照時數       | 162.1           | 164.9           | 197.9           | 216.8           | 232.1           | 177.4           | 163.1           | 188.2           | 181.8           | 205.9           | 163.7           | 160.0           | 2,213.9         |
| 来源：기상청       |                 |                 |                 |                 |                 |                 |                 |                 |                 |                 |                 |                 |                 |

## 行政區劃

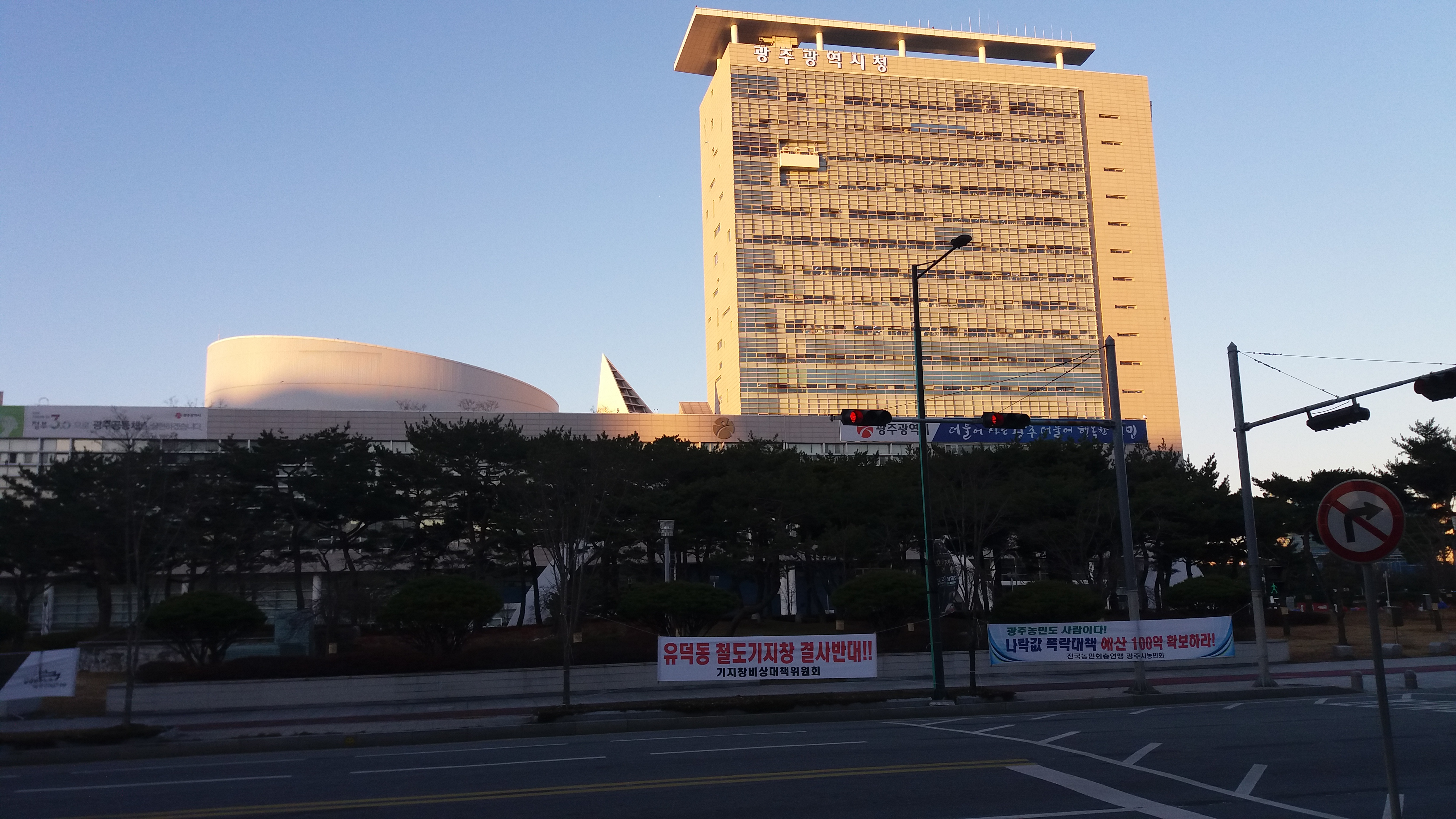
光州广域市政厅

| 行政區劃圖 | 中文 | 韓語 | 漢字 |
| ---------- | ---- | ---- | ---- |
|            |      |      |      |
| 區         |      |      |      |
| 北區       |      |      |      |
| 東區       |      |      |      |
| 光山區     |      |      |      |
| 南區       |      |      |      |
| 西區       |      |      |      |

## 经济
各产业在光州经济中的比重分别为第一产业1.2%，第二产业26.7%，第三产业71.1%。

## 交通

### 軌道
- 光州都市鐵道
  - 一號線(鹿洞至平洞計20站；約20公里，全線通車)。
  - 二、三號線(計畫興建中)。

- 韓國高速鐵道(KTX)
  - 湖南高速線──光州站、光州松汀站。
- 一般鐵路

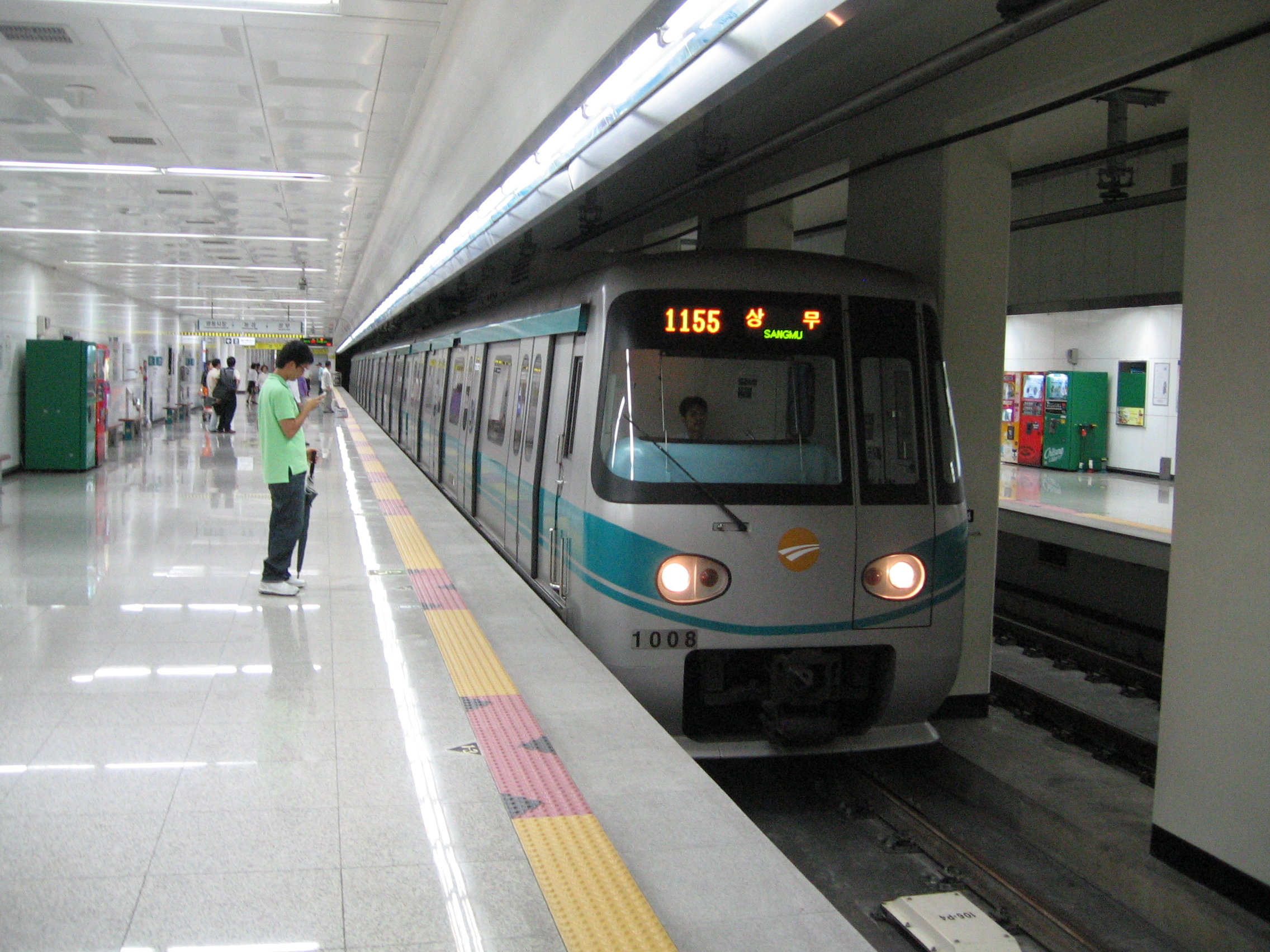
光州都市鐵道一號線列車

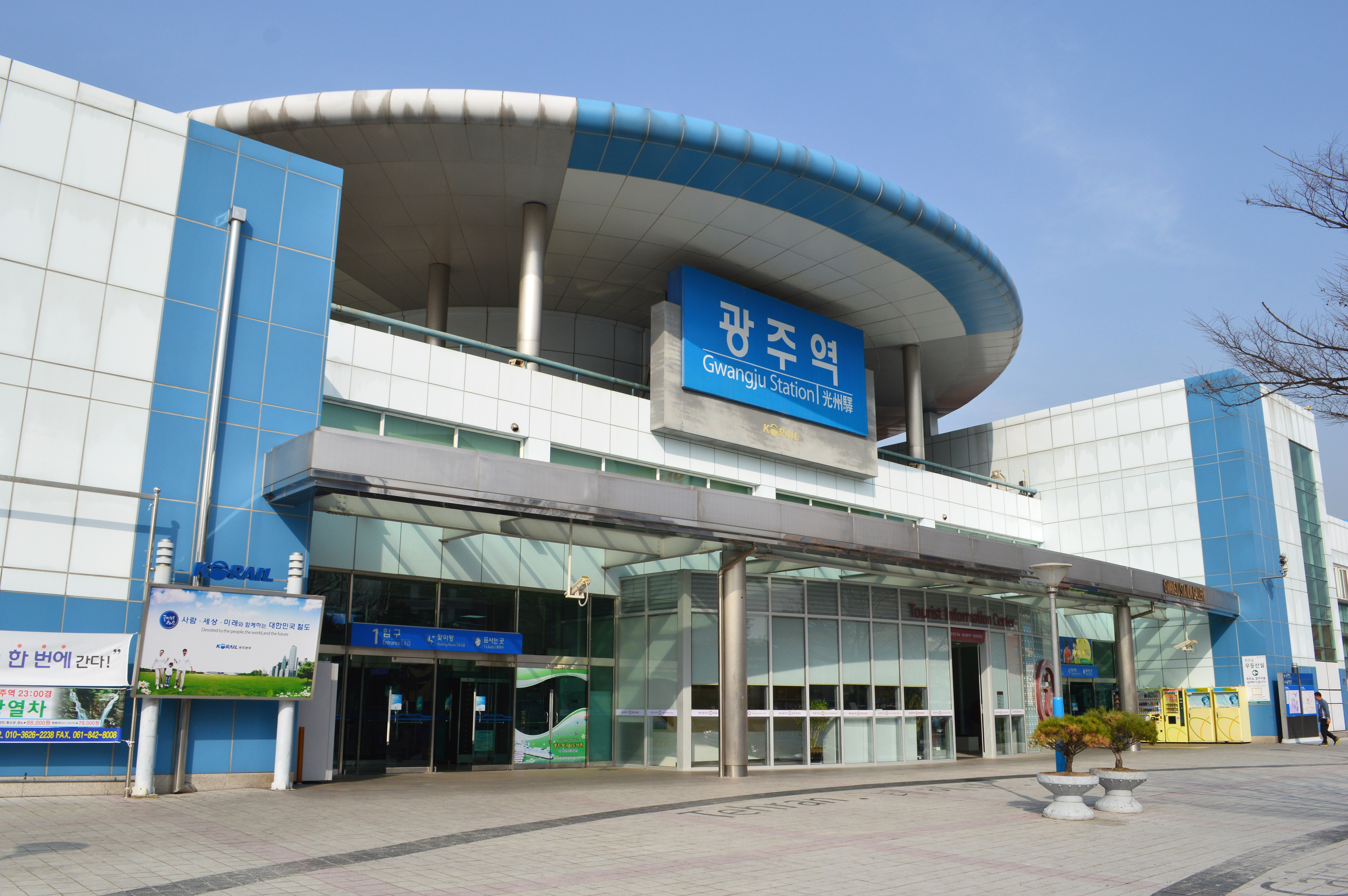
KTX光州車站

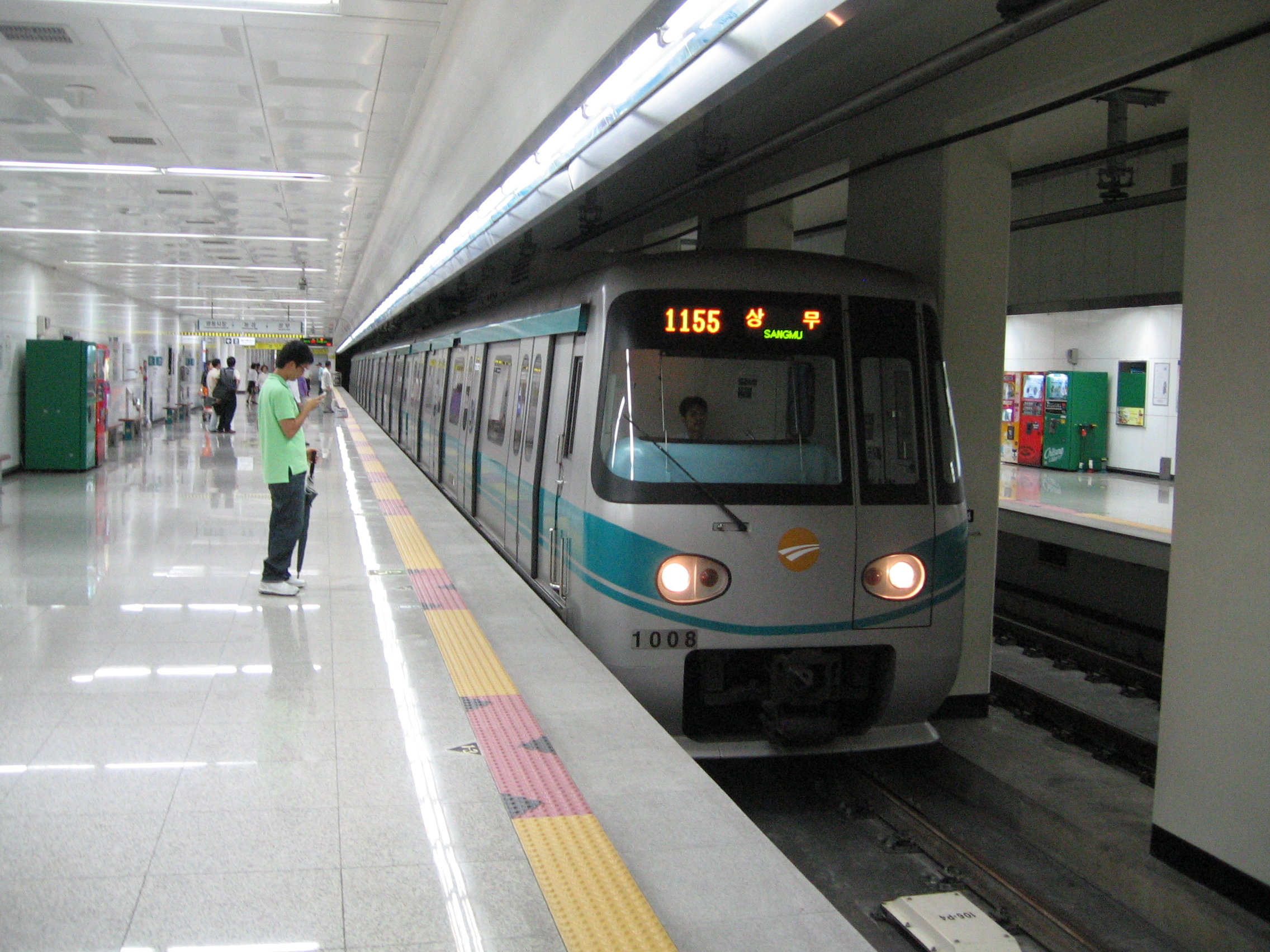
光州广域市地铁

  - 湖南線(與KTX共線)、慶全線和光州線經過光州。

### 航空
- 務安國際機場 - 位於務安郡的國際機場，計劃取代光州機場的國際航運功能。有航班定期飛往中國大陆杭州、张家界，丽江與國內濟州島。
- 光州机场 - 连接仁川国际机场、金浦機場和其他韓國國内主要机场。

### 公路
- 高速公共汽车连接国内主要城市。

## 文化

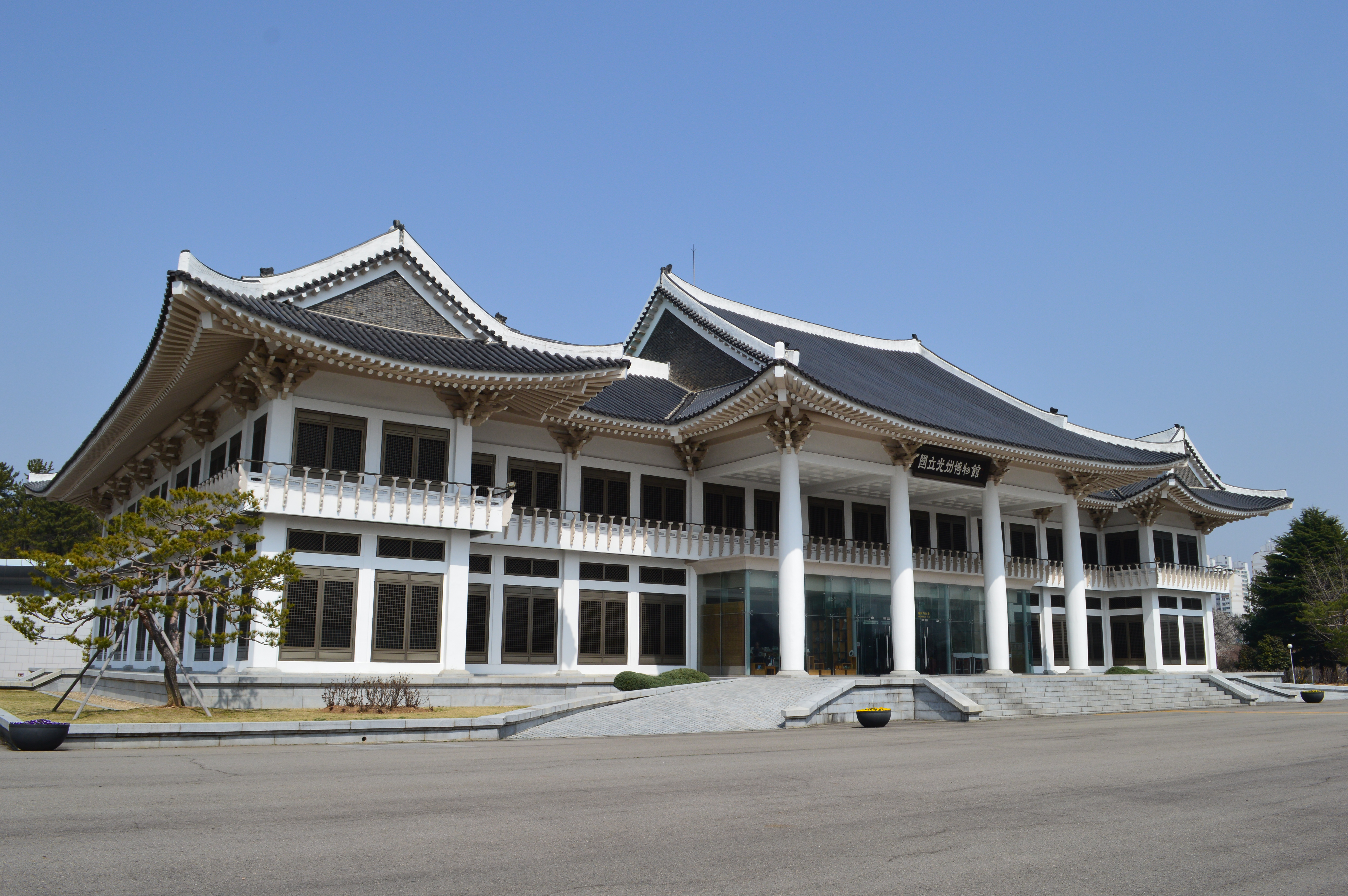
国立光州博物馆

光州以傳統泡菜聞名，從1994年開始於每年10月中旬舉行「光州世界泡菜文化節」。該文化節分為「觀賞慶典」和「體驗慶典」兩部分。觀賞慶典包含學術研討會、泡菜歷史資料展示及文化藝術公演。體驗慶典則有泡菜教室、泡菜料理大會，以及販售和美食街等活動。

## 教育

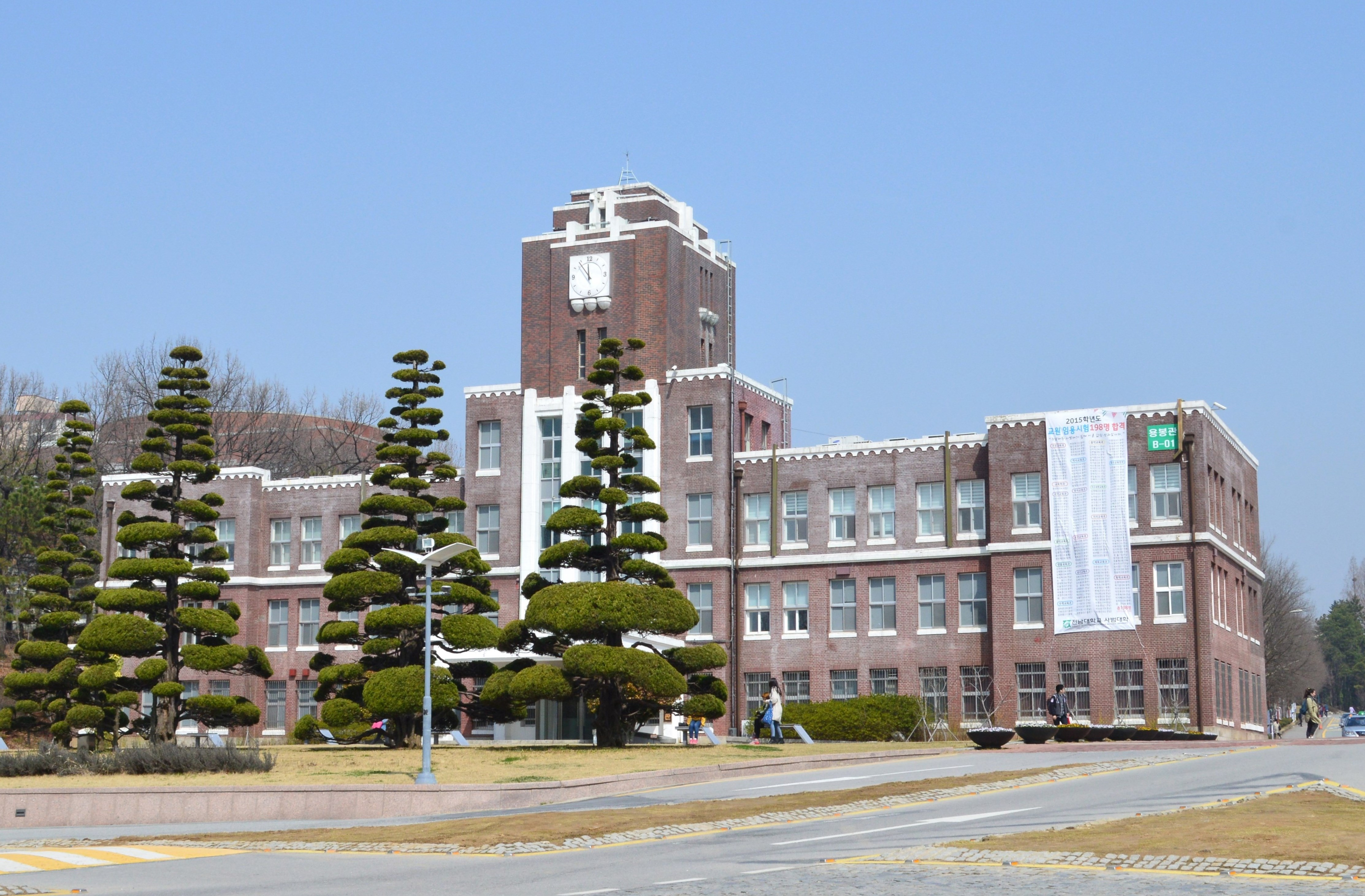
全南大學

全南大學、朝鮮大學、湖南大學、光州大學和光神大學是在光州的主要高等教育機構，
亦有其他大學及學院坐落於光州；如：光州科技技術學院。

## 体育
光州世界盃競技場是2002年世界杯足球赛的分会场之一。
曾舉辦2015年世界大學運動會。
- 足球：光州FC
- 棒球：起亚虎

## 国际姐妹城市
| - 臺灣臺南市 （1968年） - 美国得克萨斯州圣安东尼奥市 （1981年） - 中华人民共和国廣东省廣州市 （1996年） - 印度尼西亞棉兰市 （1997年） - 日本宫城县仙台市 （2002年） - 巴西马塞约 （2009年） - 中华人民共和国浙江省温州市 （2012年） - 中华人民共和国河南省洛陽市 （2012年） |

- 中华人民共和国山西省长治市 （2014年）